# Kelduhverfi
Kelduhverfi ist ein Gebiet im Nordosten Islands östlich der Berge der Halbinsel Tjörnes und westlich der Jökulsá á Fjöllum.
Es gehört zur Gemeinde Norðurþing. Der Norðausturvegur, die Straße 85, führt durch dieses Gebiet. Das bekannte Tal Ásbyrgi liegt hier. Durch die starken Erdbeben im Winter 1975/76 wurden viele Gebäude beschädigt; es bildete sich aber auch der 9 km² große See Skjálftavatn (Erdbebenwasser). 